# نیواگ
شرکت نیواگ (به انگلیسی: Newegg) یک وب‌گاه خرده‌فروشی ابزار کامپیوتری است. دفتر این شرکت آمریکایی در اینداستری، کالیفرنیا قرار دارد. این وب‌گاه هم‌اکنون سخت‌افزار رایانه، کنسول بازی، نرم‌افزار، و حتی دستگاه جانبی هم به فروش می‌رساند.